# Степановка (Сахновщинский район)
Степановка (укр. Степанівка) — село, 
Новоалександровский сельский совет,
Сахновщинский район,
Харьковская область.
Код КОАТУУ — 6324884511. Население по переписи 2001 года составляет 47 (23/24 м/ж) человек.

## Географическое положение
Село Степановка находится на правом берегу реки Орель,
выше по течению на расстоянии в 1 км расположено село Петровка,
ниже по течению на расстоянии в 4,5 км расположено село Андреевка,
на противоположном берегу — село Николаевка.
Рядом проходит автомобильная дорога Т-2109.
В 2-х км расположены село Кузьминовка и железнодорожная станция Козьминовка.

## История
- 1875 — дата основания.

## Достопримечательности
- Братская могила советских воинов. Похоронено 21 воин.